# Diócesis de Aba
La diócesis de Aba (en latín: Dioecesis Abana y en inglés: Roman Catholic Diocese of Aba) es una circunscripción eclesiástica de la Iglesia católica en Nigeria. Se trata de una diócesis latina, sufragánea de la arquidiócesis de Owerri. Desde el 28 de diciembre de 2019 su obispo es Augustine Ndubueze Echema.

## Territorio y organización
La diócesis tiene 2494 km² y extiende su jurisdicción sobre los fieles católicos de rito latino residentes en la parte meridional del estado de Abia.
La sede de la diócesis se encuentra en la ciudad de Aba, en donde se halla la Catedral de Cristo Rey.
En 2022 en la diócesis existían 92 parroquias.

## Historia
La diócesis fue erigida el 2 de abril de 1990 con la bula Praeteritis quidem del papa Juan Pablo II, obteniendo el territorio de la diócesis de Umuahia. Originalmente era sufragánea de la arquidiócesis de Onitsha.
El 26 de marzo de 1994 pasó a formar parte de la provincia eclesiástica de la arquidiócesis de Owerri.

## Estadísticas
Según el Anuario Pontificio 2023 la diócesis tenía a fines de 2022 un total de 454 000 fieles bautizados.
| Año                                                                             | Población            | Población | Población      | Sacerdotes | Sacerdotes    | Sacerdotes    | Bautizados por sacerdote | Diáconos permanentes | Religiosos | Religiosos | Parroquias |
| Año                                                                             | Bautizados católicos | Total     | % de católicos | Total      | Clero secular | Clero regular | Bautizados por sacerdote | Diáconos permanentes | Varones    | Mujeres    | Parroquias |
| ------------------------------------------------------------------------------- | -------------------- | --------- | -------------- | ---------- | ------------- | ------------- | ------------------------ | -------------------- | ---------- | ---------- | ---------- |
| 1990                                                                            | 198 196              | 962 051   | 20.6           | 63         | 43            | 20            | 3145                     |                      | 28         |            | 28         |
| 1999                                                                            | 313 538              | 1 374 018 | 22.8           | 72         | 55            | 17            | 4354                     |                      | 17         | 45         | 40         |
| 2000                                                                            | 324 149              | 1 383 529 | 23.4           | 75         | 58            | 17            | 4321                     |                      | 17         | 57         | 40         |
| 2001                                                                            | 250 823              | 1 850 400 | 13.6           | 71         | 57            | 14            | 3532                     |                      | 14         | 89         | 40         |
| 2002                                                                            | 326 149              | 1 908 904 | 17.1           | 84         | 59            | 25            | 3882                     |                      | 25         | 75         | 41         |
| 2003                                                                            | 559 009              | 2 186 706 | 25.6           | 91         | 64            | 27            | 6142                     |                      | 27         | 97         | 47         |
| 2004                                                                            | 572 147              | 2 236 135 | 25.6           | 119        | 96            | 23            | 4807                     |                      | 23         | 89         | 49         |
| 2005                                                                            | 585 021              | 2 253 090 | 26.0           | 113        | 90            | 23            | 5177                     |                      | 23         | 89         | 49         |
| 2006                                                                            | 731 274              | 2 322 000 | 31.5           | 116        | 97            | 19            | 6304                     |                      | 19         | 121        | 52         |
| 2011                                                                            | 1 230 000            | 3 147 000 | 39.1           | 116        | 100           | 16            | 10 603                   |                      | 17         | 109        | 57         |
| 2012                                                                            | 1 258 000            | 3 219 000 | 39.1           | 138        | 98            | 40            | 9115                     |                      | 41         | 109        | 61         |
| 2015                                                                            | 377 675              | 989 594   | 38.2           | 158        | 103           | 55            | 2390                     |                      | 56         | 120        | 68         |
| 2018                                                                            | 414 000              | 1 085 000 | 38.2           | 194        | 131           | 63            | 2134                     |                      | 64         | 126        | 76         |
| 2020                                                                            | 438 615              | 1 149 400 | 38.2           | 225        | 143           | 82            | 1949                     |                      | 101        | 84         | 90         |
| 2022                                                                            | 454 000              | 1 191 000 | 38.1           | 269        | 177           | 92            | 1687                     |                      | 111        | 136        | 92         |
| Fuente: Catholic-Hierarchy, que a su vez toma los datos del Anuario Pontificio. |                      |           |                |            |               |               |                          |                      |            |            |            |

Para la atención pastoral de las parroquias, la diócesis cuenta con 101 sacerdotes diocesanos, 8 diáconos y 78 seminaristas. En la jurisdicción eclesiástica de Aba trabajan unos 50 religiosos (de los cuales 49 son sacerdotes) y 113 religiosas.

## Episcopolopio
- Vincent Valentine Egwuchukwu Ezeonyia, C.S.Sp. † (2 de abril de 1990-8 de febrero de 2015 falleció)
  - Sede vacante (2015-2019)
- Augustine Ndubueze Echema, desde el 28 de diciembre de 2019